# Гней Педий Каск
Гней Педий Каск (на латински: Gnaeus Pedius Cascus) е политик на Римската империя през 1 век.

## Политическа кариева
През 71 г. той е суфектконсул заедно с бъдещия император Тит Флавий Цезар Домициан. След това е управител (legatus Augusti pro praetore) на Далмация. Преди него редовни консули са Веспасиан (III) с Марк Кокцей Нерва. След него суфектконсули стават:
- Гай Валерий Фест
- Гай Атилий Барбар с Луций Флавий Фимбрия
- Квинт Юлий Корд с Гней Помпей Колега.